# Luis Henríquez
Pour les articles homonymes, voir Henriquez.
Luis Henríquez, né le 23 novembre 1981 à Panama City, est un footballeur international panaméen. Il joue au poste de défenseur au Tauro FC.

## Biographie

### Débuts en Amérique
Luis Henríquez commence sa carrière de footballeur au Sporting '89, l'équipe locale. Il rejoint ensuite le Deportivo Árabe Unido, club plus huppé, et devient champion du Panama en 2004. Après deux saisons, il quitte le Panama pour la Colombie, en signant à l'Envigado FC. En 2005, il accède aux playoffs du tournoi d'ouverture, mais son club finit à un petit point d'une qualification pour la finale, obtenue par Santa Fe.
Fin 2005, il quitte la Colombie pour retourner au pays, au Tauro FC. Pour la seconde fois, il devient champion national en remportant le tournoi d'ouverture 2007.

### Passage par l'Europe et le Lech Poznań
À l'intersaison 2007, Luis Henríquez rejoint l'Europe et le Lech Poznań. Le 19 septembre, il dispute son premier match avec Poznań en Coupe de la Ligue, contre l'Odra Wodzisław Śląski (victoire deux à zéro). Pour sa première saison en Pologne, le Panaméen prend part à dix-huit rencontres, dont douze de championnat, terminé à la quatrième place, qualificative pour la Coupe UEFA. 
Le 17 juillet 2008, il joue son premier match européen, face au FK Khazar Lankaran (victoire un à zéro). Le 14 septembre, lors du choc face au Wisła Cracovie, Henríquez sort à la 17e minute de jeu, blessé gravement. Il est annoncé absent des terrains durant trois mois à la suite d'une blessure musculaire. De retour sur les terrains en mars 2009, il reprend sa place de latéral.
Après avoir manqué la majeure partie de la saison 2009-2010 sur blessure, Henríquez redevient titulaire à l'été 2010. Avec le Lech jusqu'en 2015, il dispute 188 matchs toutes compétitions confondues, et remporte deux fois le championnat (2010 et 2015).

### Retour au Tauro FC
En septembre 2015, Luis Henríquez, sans club depuis quelques mois, revient au Tauro FC, au Panama,.

### Parcours en sélection
Depuis août 2003 et ses débuts contre le Paraguay, Luis Henríquez compte 77 sélections sous le maillot panaméen. Avec le Panama, il a été finaliste de la Gold Cup en 2005, échouant devant les États-Unis (équipe hôte) aux tirs au but (3-1), après avoir battu l'Afrique du Sud (équipe invitée) puis la Colombie. En 2007, Henríquez accède à la finale de la Coupe UNCAF des Nations, mais est une nouvelle fois éliminé aux tirs au but (Costa Rica, 1-4).

## Palmarès

### En club
- Champion du Panama : 2004, 2007[Note 1]
- Vainqueur de la Coupe de Pologne : 2009
- Champion de Pologne : 2010, 2015

### En sélection
- Finaliste de la Gold Cup : 2005
- Finaliste de la Coupe UNCAF des Nations : 2007